# Ernst Gundaccar von Wurmbrand-Stuppach
Ernst Gundaccar Maria Rudolf graaf von Wurmbrand-Stuppach (Wiener Neustadt, 1 juni 1946) is sinds 1965 hoofd van het hoogadellijke huis Von Wurmbrand-Stuppach.

## Biografie
Wurmbrand-Stuppach is een lid van het hoogadellijke geslacht Wurmbrand-Stuppach, dat wil zeggen: ebenbürtig aan regerende (voormalige) vorstenhuizen. Hij is een zoon van de jurist Paul graaf von Wurmbrand-Stuppach (1891-1962) en Donna [jkvr.] Blanca Massimo (1906-1999), dochter van Fabrizio Massimo, prins van Roviano, en Beatriz prinses van Bourbon. Hij trouwde in 1969 met Elisabeth Kahofer (1947) met wie hij vier kinderen kreeg.
Na het overlijden van zijn verre verwant Degenhart graaf von Wurmbrand-Stuppach (1893-1965) werd hij hoofd van het grafelijke huis. Daarmee verkreeg hij het bij eerstgeboorte toegekende predicaat Doorluchtigheid en werd tevens Freiherr von Steyersberg, Stickelberg, Reitenau, en Neuhaus. Zijn oudste zoon Helmwig (1970), econoom en ondernemer, is erfgraaf von Wurmbrand-Stuppach.